# Georg Weisweiler
Georg Weisweiler (* 24. April 1946 in Hamburg) ist ein deutscher Politiker (parteilos, ehemals CDU und FDP). Er war von November 2009 bis Januar 2012 Minister für Gesundheit und Verbraucherschutz des Saarlandes.

## Leben
Georg Weisweiler hat Rechts- und Wirtschaftswissenschaften in Kiel und Saarbrücken studiert. Er ist Rechtsanwalt und Wirtschaftsprüfer. Von 1983 bis 1997 war er Mitglied in der Geschäftsführung der Gerlach-Werke (heute ThyssenKrupp Gerlach) in Homburg. Er war von 1997 bis 2005 Mitglied der Konzerngeschäftsführung der Mahle GmbH in Stuttgart und von 2001 bis 2005 deren Arbeitsdirektor.
Er war seit 2006 Vizepräsident der Vereinigung der Saarländischen Unternehmensverbände e.V. (VSU). Seit 2006 war er ehrenamtlicher Präsident des Verbandes der Metall- und Elektroindustrie des Saarlandes (ME Saar) und Mitglied im Vorstand von Gesamtmetall (Dachverband der Arbeitgeberverbände der Metall- und Elektro-Industrie) in Berlin.
Nach seinem landespolitischen Engagement begann Weisweiler, sich in der Homburger Kommunalpolitik zu engagieren. So gründete er eine Bürgerinitiative, um sich mit dieser für eine nachhaltige Innenstadtentwicklung in seiner Heimatstadt einzusetzen und half später mit, einen Hilfsverein für Flüchtlinge und Hilfsbedürftige zu gründen.

## Partei
Georg Weisweiler war bis 2006 Mitglied der CDU. 2006 trat er in die FDP ein. Er war 2008 Oberbürgermeisterkandidat in Homburg und erreichte 7,2 % der Stimmen.
Nach dem Rücktritt von Christoph Hartmann als Landesvorsitzender der FDP Saar war er zusammen mit dem Bundestagsabgeordneten Oliver Luksic einer der Kandidaten für das Amt des Vorsitzenden. Die Wahl fand am 8. Januar 2011 statt.
Weisweiler unterlag Luksic deutlich.
Im Oktober 2013 gründete Weisweiler, gemeinsam mit mehreren Bürgern aus Homburg, die Wählervereinigung Allianz der Vernunft, mit der er bei der Kommunalwahl kandidierte. Im Zuge dieses Engagements ließ Weisweiler ab 2014 seine Mitgliedschaft bei den Liberalen ruhen.

## Politische Ämter
Weisweiler wurde bei der Landtagswahl 2009 in den Saarländischen Landtag gewählt. Am 10. November 2009 wurde Georg Weisweiler in der Jamaika-Koalition im Kabinett Müller III als Minister für Gesundheit und Verbraucherschutz vereidigt und legte sein Mandat im Landtag nieder. Für ihn rückte Christian Schmitt nach.
Nach dem Scheitern der Koalitionsregierung aus CDU, FDP und Grünen im Januar 2012 wurde Weisweiler gemeinsam mit allen anderen Ministern von FDP und Grünen am 18. Januar 2012 aus seinem Amt entlassen. Die Geschäftsführung des Ministeriums für Gesundheit und Verbraucherschutz übernahm die Sozialministerin Monika Bachmann (CDU).
Im Mai 2014 wurde er für die von ihm mitgegründete Wählervereinigung Allianz der Vernunft Mitglied im Homburger Stadtrat. Im September 2018 löste sich die Fraktion der Allianz der Vernunft auf und Weisweiler trat mit seiner Fraktionskollegin Marianne Bullacher zur CDU-Fraktion über. Bis zum Ende der Legislaturperiode 2019 gehörte Weisweiler der CDU-Fraktion als Parteiloser an.

## Persönliches
Georg Weisweiler ist verheiratet, hat drei Töchter und lebt in Homburg.